# Земунски кеј
Земунски кеј (званични назив: Кеј ослобођења) је насеље и шеталиште у Београду, које се налази на територији општине Земун.

## Локација
Земунски кеј се налази на десној обали Дунава. Шеталиште које носи званични назив „Кеј Ослобођења“ почиње испод брда и насеља Гардош и досеже до општине Нови Београд. На истоку се граничи са насељима Доњи Град и Ретензија, док се на југу граничи са Ушћем и Новим Београдом.

## Карактеристике
У највећем делу, шеталиште се протеже паралелно са улицом „Кеј Ослобођења“. У близини почетка кеја налази се једна од већих аутобуских окретница градског и приградског превоза. Стаза се наставља око Ушћа и чини једну континуирану пешачку зону ка Старом Сајмишту и Савском Насипу, дуж леве обале Саве. Високи обалски насип направљен је 1967. године, тако да је Дунав изузетно ретко плавио кеј (најкритичније је било 1981. и 2006. године). У септембру 2007. урађена је значајна реконструкција кеја са још већим издизањем насипа, проширивањем пешачке зоне и конструисањем још једне на другом нивоу, завршетком радова на бициклистичкој стази итд. Током 2010. године започето је још једно уређење кеја, које би требало да буде завршено током 2012. године и у оквиру којег ће бити успостављен пристан за велике речне крузере, пешачка и бициклистичка стаза биће преуређене, биће направљене терасе-видиковци итд.
Земунски кеј је главно подручје за бројне пловне објекте. Такође, како обала, а самим тим и шеталиште, прате линију оближњег Великог ратног острва, ту је почетак понтонског моста који периодично повезује острво и плажу Лидо са копном и који се на том месту поставља сваког лета.
Земунски кеј је месна заједница у општини земун са популацијом од само 3.649 становника, према попису из 2002. године. То је зато што већину површине у крају сачињавају пешачке стазе и зелене површине које служе за рекреацију, укључујући и велики сезонски луна парк. Један од највећих хотела у Београду, Хотел Југославија, налази се у близини, али је затворен након НАТО бомбардовања 1999. године, када је био страховито оштећен. Делимично је отворен 2007. године као највећи казино у Београду. Обала испред хотела је локација многих ресторана, клубова и сплавова и такође кључна тачка ноћног живота у Земуну.

## Галерија
- Богојављење 2023.
- Лучка капетанија на Земунском кеју
- Споменик Д. Давидовићу на Земунском кеју
- Земунска регата снимљена са кеја
- Земунски кеј
- Земунски кеј-јесењи изглед
- Земунски кеј - нови део кеја
- Земунски кеј поглед на улицу
- Јесен на земунском кеју
- Земунски кеј - поглед из чамца
- Земунски кеј - рај за птице
- Земунски кеј - још мало шетње
- Земунски кеј - солитери
- Поглед са кеја на Кулу Гардош и Николајевску цркву